# Děčín hlavní nádraží
Děčín hlavní nádraží je železniční stanice v děčínské čtvrti Podmokly na adrese Čsl. mládeže 89/4. Vede přes něj první tranzitní železniční koridor a čtvrtý tranzitní železniční koridor (tratě Praha – Děčín a Děčín – Drážďany - levobřežní trať), do stanice ústí také tratě z Ústí nad Labem (pravobřežní), z Benešova nad Ploučnicí a z Oldřichova u Duchcova (trať pouze s víkendovým turistickým provozem). Nádraží má 4 nástupiště dostupná z podchodu po schodech nebo výtahem. Je to také pohraniční stanice pro vlaky dálkové dopravy z Německa, a počtem předávaných vlaků spolu se stanicí Děčín východ i nejvýznamnější styková stanice mezi sítěmi SŽ a DB InfraGO.

## Historie

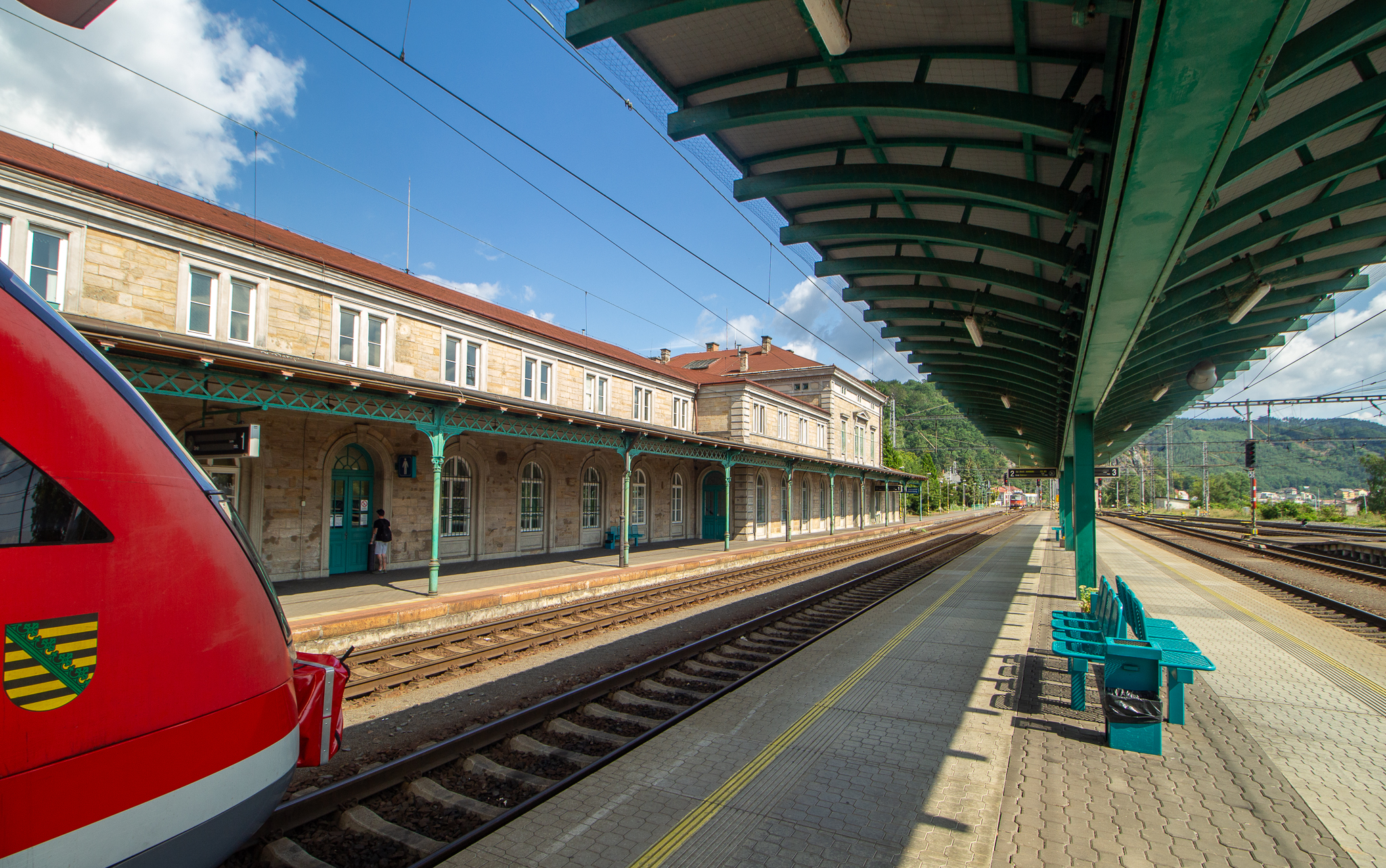
Pohled ze 2. nástupiště

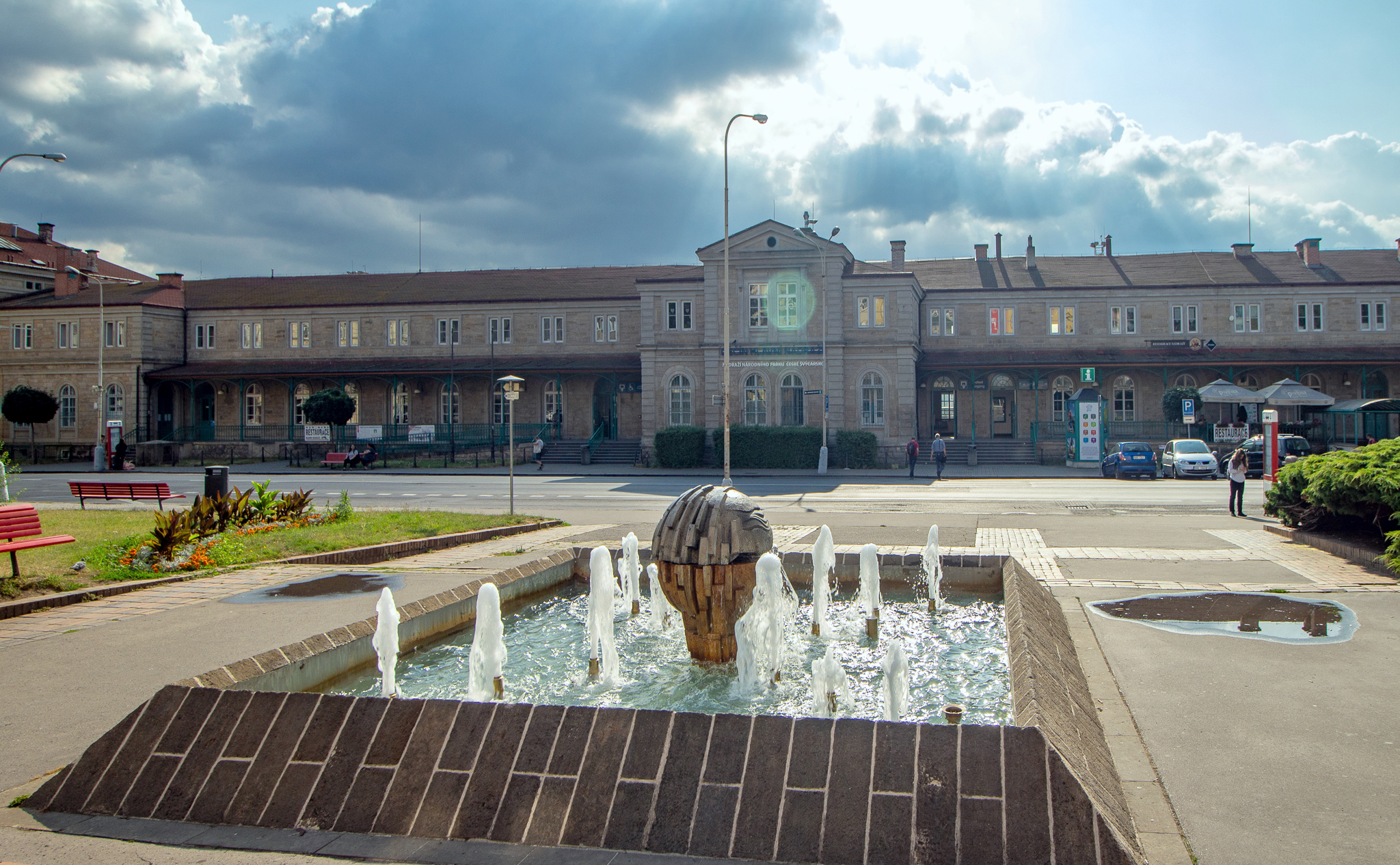
Budova děčínského nádraží

V roce 1850 společnost Severní státní dráhy ve vsi Weiher a Podmokly (dnes Děčín hlavní nádraží) postavila přechodovou pohraniční stanici mezi Rakouskem a Saskem . Ve stanici byla postavena provizorní hrázděná stavba ve které byly společnosti NStB a saské dráhy, rakouský i saský celní úřad, policejní a poštovní úřad. Pro zaměstnance saské dráhy a celníky byly v roce 1852 postaveny tzv. saské domy. V roce 1855 prodal rakouský stát podmokelskou trať s veškerými náležitostmi soukromé Společnosti státní dráhy (StEG). Té rakouská část nádraží včetně výtopny patřila až do opětovného zestátnění roku 1909. V letech 1864–1865 byla společnostmi StEG a Královské Saské státní dráhy podle projektu Carla Schumanna postavena nová novorenesanční výpravní budova. Stanice byla kompletně modernizována, včetně renovace výpravní budovy, v souvislosti s optimalizací prvního železničního koridoru v letech 2001–2004.
Stanice se od svého vzniku až do poválečného období nazývala Bodenbach, resp. česky Podmokly (případně s rozlišujícími přívlastky jako Ö.-U. St. E., St. E. G., Staatsbahnhof, státní nádraží, Č. S. D.). Současné pojmenování bylo zavedeno v roce 1949, po zkrácení jména dvojměstí Děčín-Podmokly na Děčín.

## Provoz osobní dopravy
V roce 2025 ve stanici zastavují veškeré vlaky dálkové osobní dopravy EuroCity spojující Prahu s Drážďany a Berlínem, popř. i s Hamburkem, Kielem, Budapeští, Flensburgem, Lipskem či Curychem. Kromě výše uvedených relací zde zastavují rychlíky spojující Děčín s Prahou a Ústí nad Labem, s Libercem a samozřejmě i regionální osobní vlaky.

## Výpravní budova

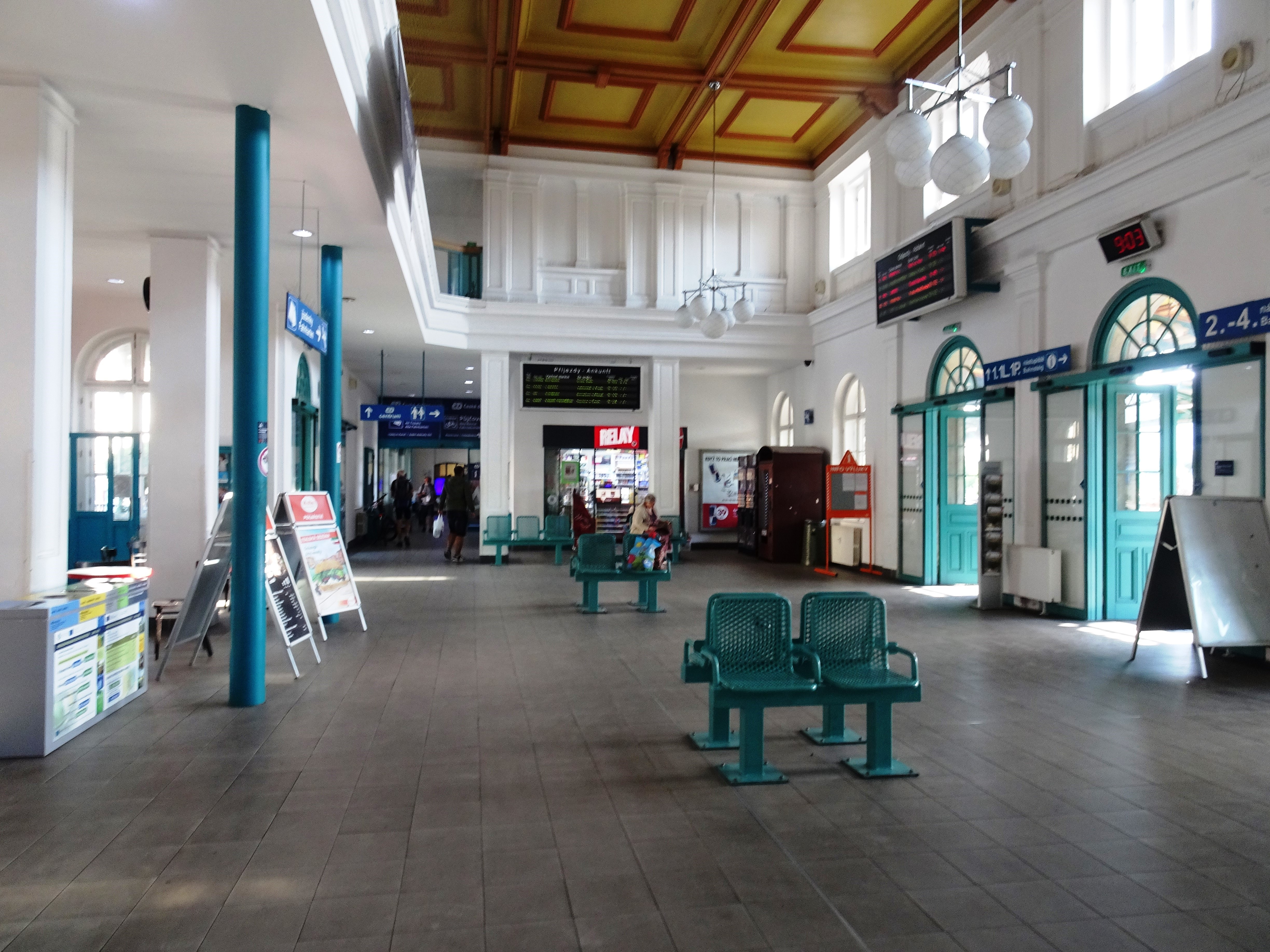
Nádražní hala

Výpravní budova je zděná patrová podsklepená stavba s rizality, které jsou uprostřed a po stranách s přistavěnými pavilony. Stavba je postavena na otevřeném půdorysu písmene U z pískovcových kvádrů na bosované podezdívce a je ukončena valbovou střechou. Bosovaná jsou nároží, podlaží dělí kordonová římsa. Okna v přízemí jsou půlkruhově zaklenutá v profilovaných šambránách. Pod nimi jsou jednoduchá sklepní okna. Okna v patrech jsou sdružená obdélná v profilovaných šambránách a průběžnou podokenní římsou. Okna v pavilonech jsou v s půlkruhovým zakončením s šambránami s ušima a nadokenními římsami. Výpravní budova byla v roce 1998 prohlášena kulturní památkou ČR.

## Tunely
Mezi stanicí Děčín hlavní nádraží a zastávkou Děčín-Přípeř na trati Děčín – Bad Schandau se nacházejí dva dvojkolejné tunely, které byly vybudovány Saskými drahami v roce 1849. Oba tunely zdobí kamenné portály v romantizujícím slohu, které zdobí korunní přímá římsa s obloučkovým vlysem a jsou ukončeny cimbuřím. Tunel Ovčí stěna (ev. č. 74) je ražen pod Pastýřskou stěnou v tvrdé pískovcové skále bez vyzdívky, je dlouhý 279 m. Následuje tunel Červená skála (ev. č. 75), který je ražen pod Špičákem v délce 143 m a je vyzděn.

## Dostupné služby
Ve stanici jsou poskytovány následující služby:
- Mezinárodní pokladní přepážka
- Vnitrostátní pokladní přepážka
- Platba v eurech
- Platba platební kartou
- Integrovaný dopravní systém
- Směnárna ČD
- Půjčovna kol ČD Bike
- Prostory pro cestující
- Úschovna zavazadel
- Úschovna kol
- Ve stanici je bezbariérové WC
- Restaurace
- Stanoviště TAXI v blízkosti stanice
- Zastávka MHD
- Veřejné parkoviště
- Zastávka linkových autobusů
- Policie
- Bufet nebo rychlé občerstvení
- Pošta
- WC osazeno eurozámkem
- Prodej ISIC karty